# 西班牙福爾摩沙遠征
西班牙福爾摩沙遠征是在菲律賓馬尼拉的西班牙人於1626年所採取的軍事及商業行動，用以回應於福爾摩沙（今台灣）南部建立據點的荷蘭人。與葡萄牙人合作，吸引中國人從事貿易活動，並制衡荷蘭勢力在東亞的擴張。這場遠征的結果開啟了16年的台灣西班牙統治時期。